# Charlotte Kool
Charlotte Kool   (Blaricum, 6 de maig de 1999) és una ciclista neerlandesa. Actualment corre a l'equip ciclista femení del Team DSM–Firmenich. Competeix en ciclisme de carretera.

## Palmarès

### Carretera
- 2018
  - Vencedora d'una etapa a Roden
  - 1a a Noordeloos
  - Vencedora d'una etapa a la final del campionat de clubs neerlandesos
- 2021
  - 1a a Grand Premi d'Isbergues
  - Vencedora d'una etapa a la Baloise Ladies Tour
- 2022
  - 1a a Gran Premi Eco-Struct
  - Vencedora d'una etapa a la Simac Ladies Tour
- 2023
  - Vencedora de dues etapes a l'UAE Tour
  - Vencedora d'una etapa a La Vuelta femenina
  - 1a a l'Omloop der Kempen
  - Vencedora del pròleg i 3 etapes a la Baloise Ladies Tour
  - 1a a la RideLondon-Classique i vencedora de dues etapes
  - Vencedora d'una etapa a la Simac Ladies Tour
- 2024
  - Vencedora d'una etapa a la Baloise Ladies Tour
  - Vencedora de dues etapes al Tour de França. Vesteix el mallot groc de líder durant dues etapes
- 2025
  - Vencedora d'una etapa a la Baloise Ladies Tour

### Resultats a les Grans Voltes

#### Giro d'Itàlia
- 2022: 104a posició

#### Tour de França
- 2022: abandona a la 4a etapa
- 2023: fora de control a la 7a etapa
- 2024: abandona a la 4a etapa. Vencedora de les etapes 1 i 2
- 2025: no surt a la 2a etapa

#### Volta a Espanya
- 2023: abandona a la 4a etapa. Vencedora de la 2a etapa
- 2024: 91a posició